# Ogólnopolski Konkurs Wiolonczelowy im. Dezyderiusza Danczowskiego
Ogólnopolski Konkurs Wiolonczelowy im. Dezyderiusza Danczowskiego – konkurs gry na wiolonczeli organizowany przez Towarzystwo Muzyczne im. Henryka Wieniawskiego w Poznaniu we współpracy z Akademią Muzyczną w Poznaniu co pięć lat, począwszy od 1974.

## Patron
Patronem konkursu jest Dezyderiusz Danczowski (ur. 16 marca 1891, zm. 25 sierpnia 1950) – polski wiolonczelista i pedagog.

## Laureaci

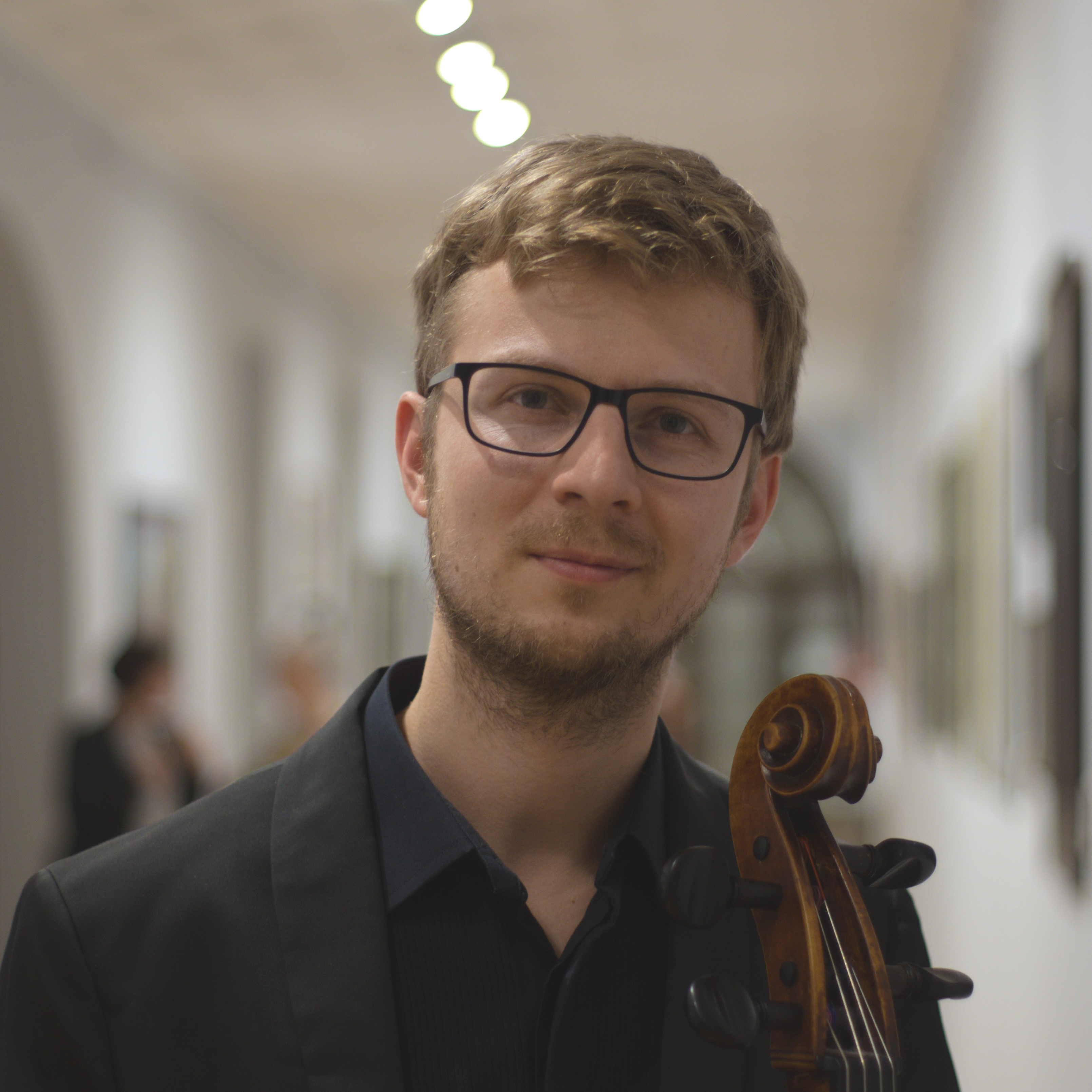
Adam Krzeszowiec, zdobywca II miejsca na VIII Ogólnopolskim Konkursie Wiolonczelistów (2019)

- I Ogólnopolski Konkurs Wiolonczelistów (1974):
  - I nagroda - Cecylia Barczyk,
  - II nagroda - Tadeusz Wojciechowski,
  - III nagroda - nie przyznano.

- II Ogólnopolski Konkurs Wiolonczelistów (1978):
  - I nagroda - Wanda Głowacka,
  - II nagroda - Bożena Sławińska-Rychert,
  - III nagroda - (ex aequo) Zdzisław Łapiński i Lidia Grzanka.

- III Ogólnopolski Konkurs Wiolonczelistów (1983):
  - I nagroda - Andrzej Bauer,
  - II nagroda - Piotr Janosik,
  - III nagroda - (ex eaquo) Paweł Frejdlich, Tomasz Strahl i Ewa Katarzyna Miecznikowska.

- IV Ogólnopolski Konkurs Wiolonczelistów (1987):
  - I nagroda - Katarzyna Drzewiecka,
  - II nagroda - Piotr Hausenplas,
  - III nagroda - (ex aequo) Maciej Mazurek i Dorota Maria Imiełłowska.

- V Ogólnopolski Konkurs Wiolonczelistów (1992):
  - I nagroda - Adam Klocek,
  - II nagroda - Łukasz Szyrner,
  - III nagroda - Mikołaj Pałosz.

- VI Ogólnopolski Konkurs Wiolonczelistów (1997):
  - I nagroda - Dominik Połoński,
  - II nagroda - Maria Pstrokońska-Nawratil,
  - III nagroda - Konrad Bukowian.

- VII Ogólnopolski Konkurs Wiolonczelistów (2002):
  - I nagroda - Piotr Bylica
  - II nagroda - (ex aequo) Aleksandra Ohar, Magdalena Pietraszewska, Łukasz Frant i Michał Borzykowski

- VIII Ogólnopolski Konkurs Wiolonczelistów (2007):
  - I nagroda - Mariusz Wysocki,
  - II nagroda - Adam Krzeszowiec,
  - III nagroda - (ex aequo) Joanna Citkowicz i Marcel Markowski.

- IX Ogólnopolski Konkurs Wiolonczelistów (2012):
  - I nagroda - Marta Kordykiewicz,
  - II nagroda - Marcel Markowski,
  - III nagroda - Jan Czaja[1][2].